# Templul lui Hercule (Amman)

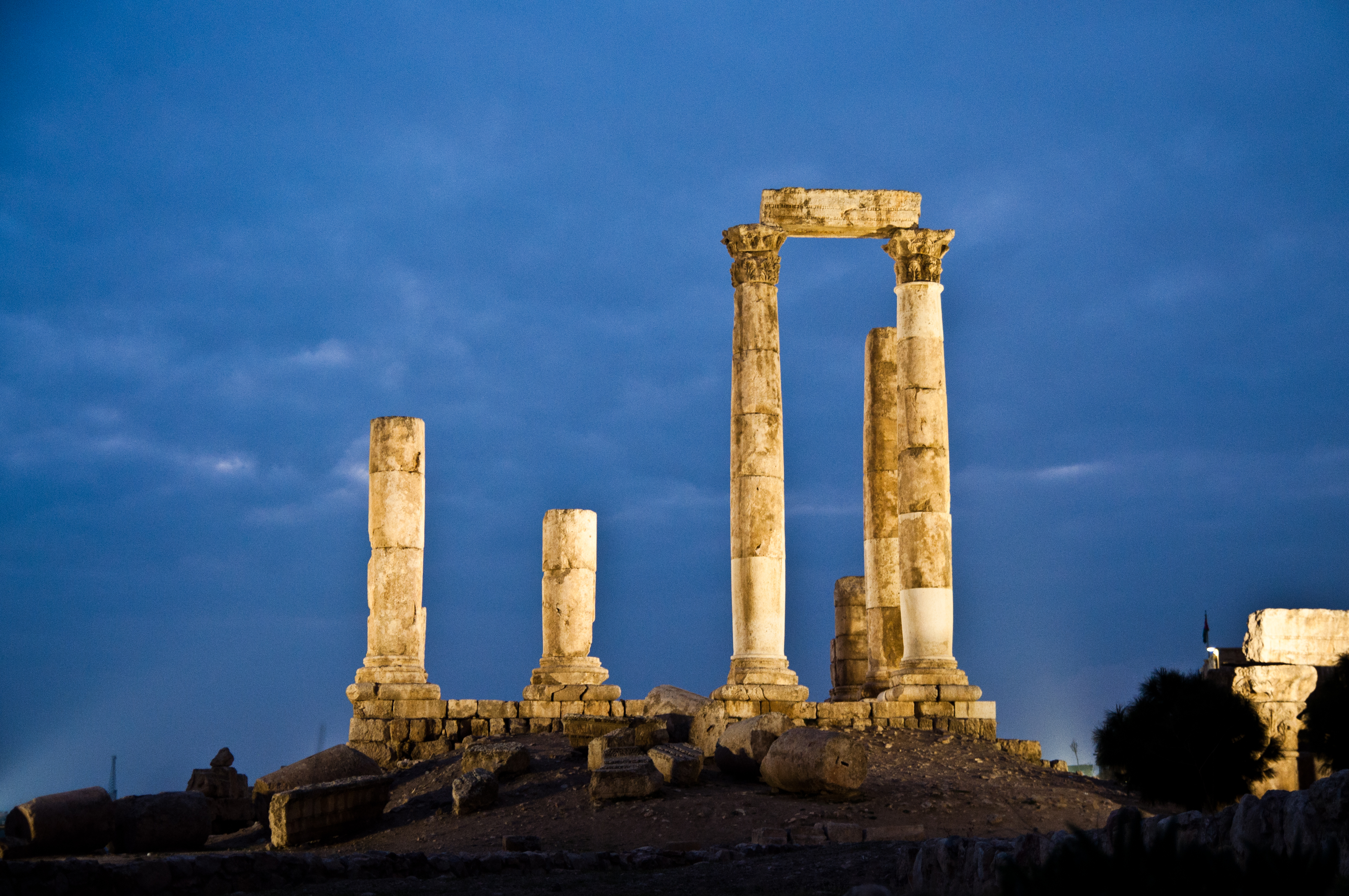
Templul lui Hercule din Cetatea Ammanului

Templul lui Hercule este un sit istoric din Cetatea Ammanului din Amman, Iordania. Se crede că este cea mai semnificativă structură romană din Cetatea Ammanului. Conform unei inscripții, templul a fost construit când Geminius Marcianus era guvernatorul provinciei Arabiei (162-166 d.Hr.), în aceeași perioadă în care a fost construit teatrul roman din Amman. 

## Descriere

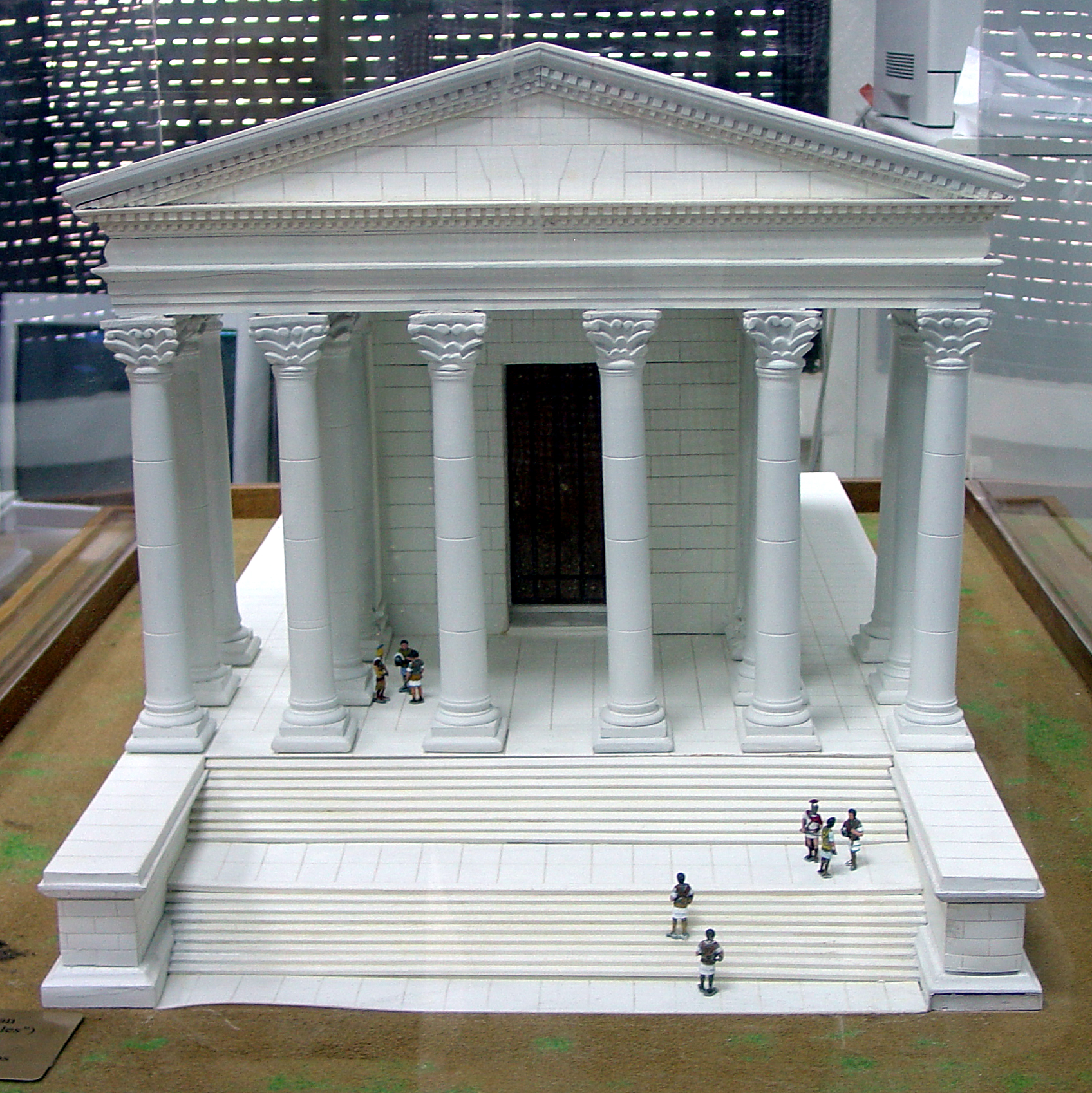
Un model al modului în care trebuia finalizat templul

Templul are aproximativ 30 pe 24 de metri lățime și suplimentar, cu un sanctum exterior, poate ajunge la 121 pe 72 metri. Porticul are șase coloane de aproximativ 10 metri înălțime. Arheologii consideră că, deoarece nu există resturi de coloane suplimentare, templul nu a fost probabil terminat, iar marmura a fost folosită pentru construirea Bisericii Bizantine din apropiere. 

## Statuia uriașă

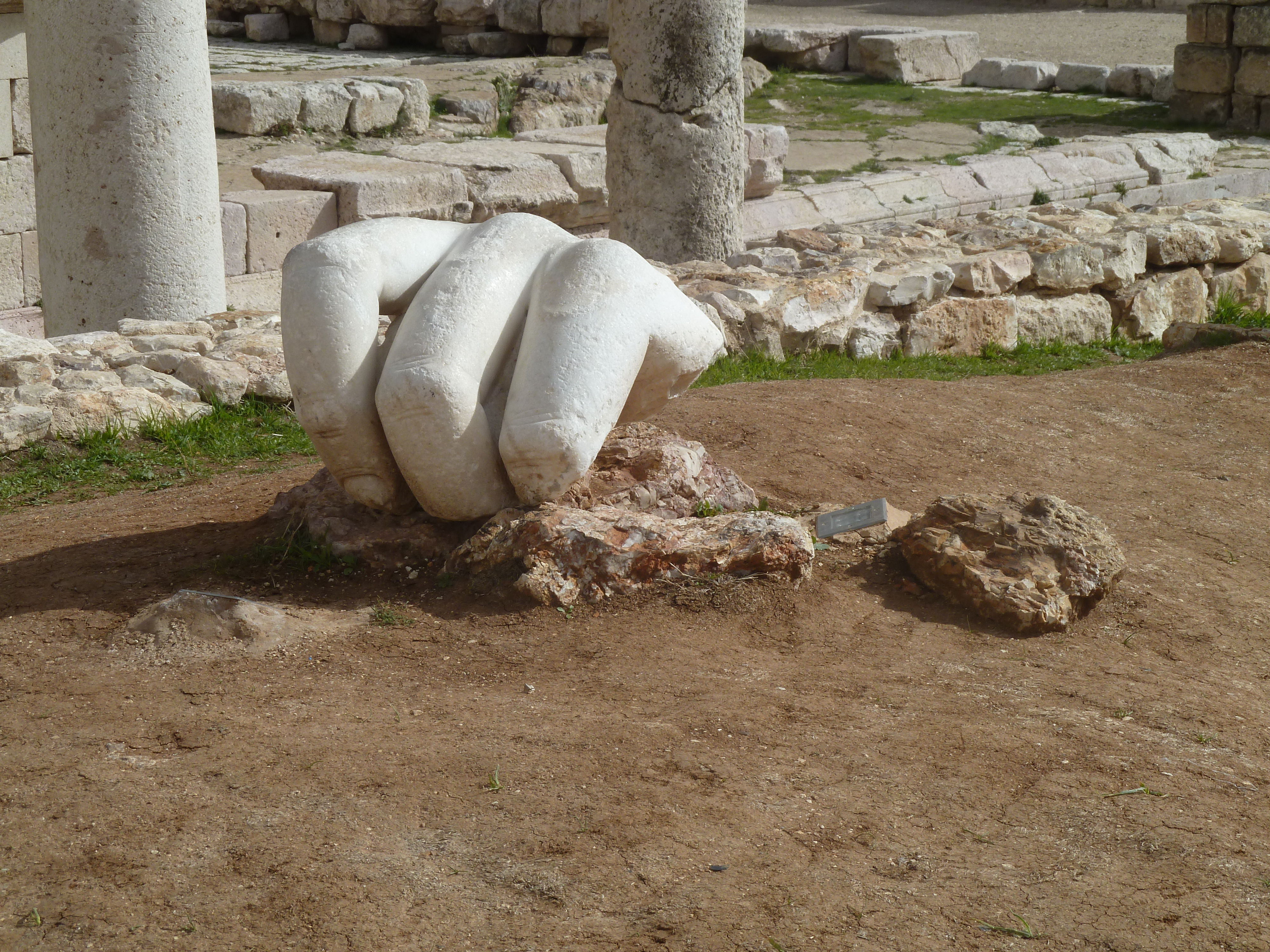
Mâna lui Hercule

Situl conține, de asemenea, fragmente dintr-o statuie parțială uriașă de piatră, identificată ca fiind a lui Hercule, și estimată a avea peste 12 metri înălțime. Probabil a fost distrusă în urma unui cutremur. Tot ce a mai rămas sunt trei degete și un cot.